# Hirschsee

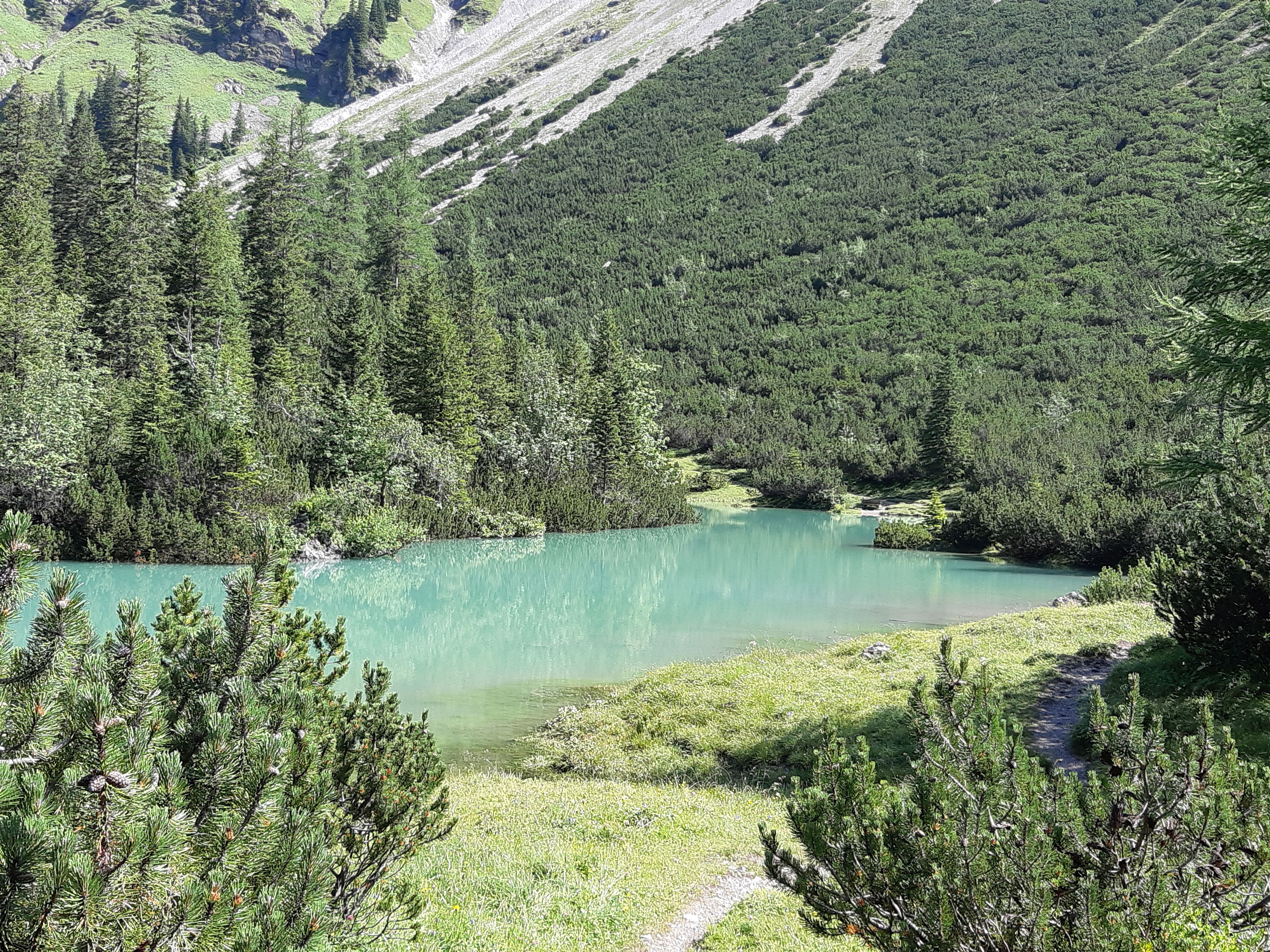

Der Hirschsee (auch: Hirschaseele bzw. Hirschseele) ist ein Natursee (Gebirgssee) im Bereich der Nördlichen Kalkalpen (Rätikon) bei der Alpe Nenzinger Himmel in der Gemeinde Nenzing, Vorarlberg, Österreich.

## Geografie / Hydrologie

### Zu und Abflüsse
In den Hirschsee fließen mehrere natürliche kleine Zuflüsse aus Quellen. Ein eindeutiger Abfluss aus dem See ist nicht erkennbar. Etwa 300 Meter nordwestlich befindet sich der Beginn eines Seitenarms des Salaruelbach (auch: Tschanlanzerbach).

### Lage und Ausdehnung
Der Hirschsee liegt auf 1677 m ü. A. westlich unter dem Oberzalimkopf (etwa 800 Meter Luftlinie entfernt). Der Panüeler Kopf ist südöstlich vom See etwa 1500 Meter Luftlinie entfernt und der Salaruelkopf etwa 2000 Meter Luftlinie südlich. Die Hornspitze befindet sich etwa 260 Meter südwestlich. Der Hirschsee selbst ist von Latschenkniegehölzen umgeben.
Der Hirschsee ist etwa 110 Meter lang (von Nordosten nach Südwesten), maximal 42 Meter breit und hat einen Umfang von etwa 300 Meter und eine schwankende Wasserfläche von etwa 2500 bis 3000 m².

## Geologie
Der Hirschsee liegt in einer recht flachen Mulde in einem Übergangsbereich von Schichten der unteren Trias zu Schichten der oberen Trias (Arlbergschichten-Hauptdolomit), auf denen lokale Gletschermoränen und Hangschuttkare liegen.

## Biologie
Als weitgehend stehendes Gewässer ist der Hirschsee ein Lebensraum für eine spezialisierte Lebewelt und in diesem kargen Gelände von großer Bedeutung. Der Hirschsee ist ein nährstoffarmes Gewässer. Stickstoff, Phosphor, Schwermetalle sowie organischer Kohlenstoff (TOC, DOC) sind nur in niedrigsten Konzentrationen vorhanden. Obwohl der See touristisch stark frequentiert ist, ist eine hygienische Belastung nicht gegeben. Der Seeboden besteht aus nähr- und schadstoffarmen Sedimenten.
Es befindet sich hier ein kleines Vorkommen an Bergmolchen (Triturus alpestris) im See sowie an Bergeidechsen (Lacerta vivipara) um den See herum.

## Touristische Nutzung
Der Hirschsee ist touristisch gut frequentiert. Ein Wanderweg führt entlang der Südost- und Ostseite des Sees. Der Zugang von Nenzinger Himmel (Siedlung) ist in etwa in 1 ¼ Stunden (1700 Meter Luftlinie) leicht zu bewältigen.